# Kay Patterson

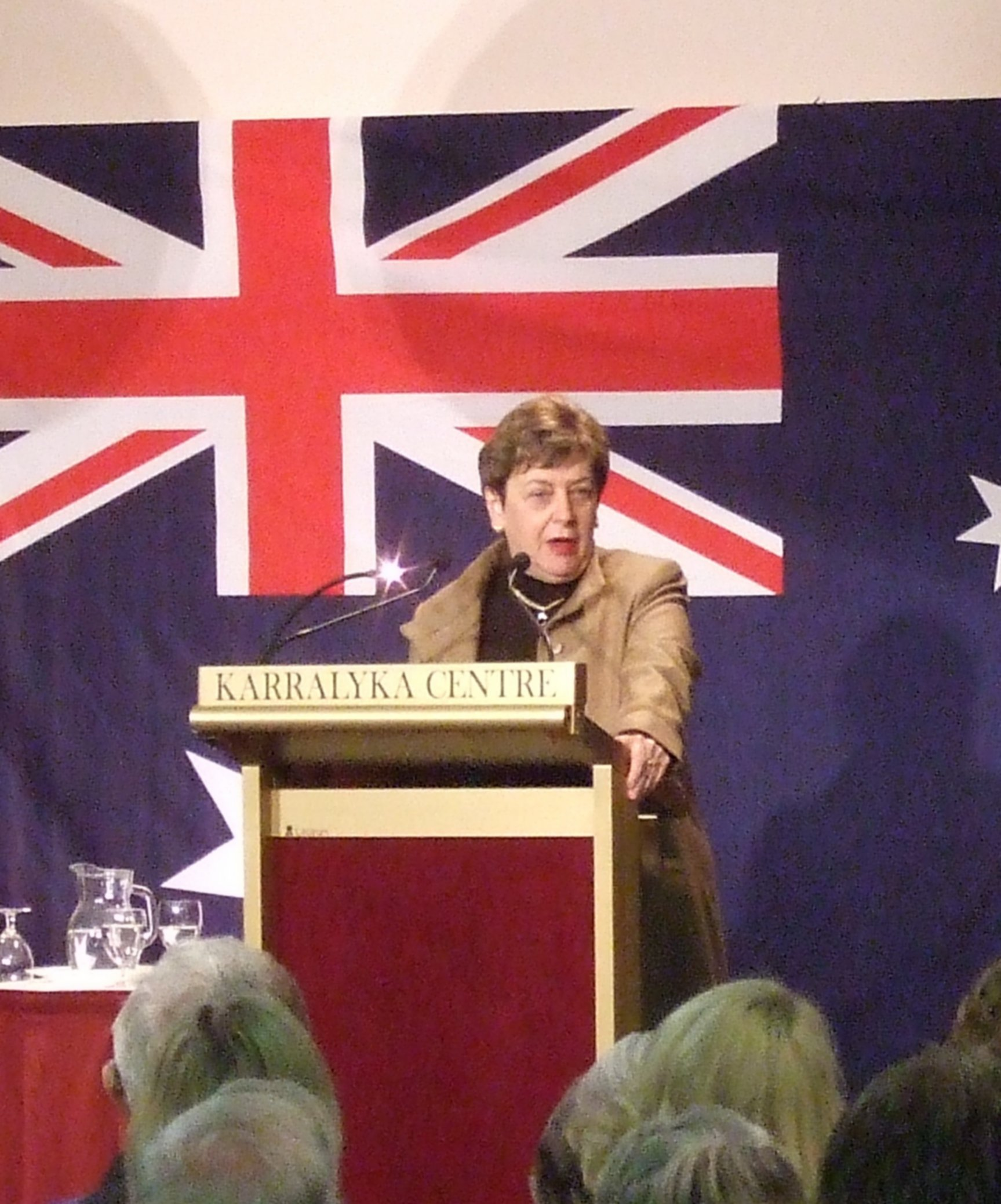
Kay Patterson

Kay Patterson AO (* 21. November 1944 in Sydney) ist eine australische Politikerin.

## Leben
Nach ihrer Schulzeit studierte Patterson an der Universität Sydney und an der Universität Monash Psychologie und Pädagogik. Nach dem Studium war sie an verschiedenen Universitäten in Australien und in den Vereinigten Staaten beschäftigt.
Patterson ist Mitglied der Liberal Party of Australia. Von 1987 bis 2008 war Patterson Senatorin im Australischen Senat.
Patterson wurde 2001 zur Ministerin für Gesundheit und Alter in Australien als Nachfolgerin von Michael Wooldridge ernannt. Diesen Ministerposten bekleidete sie bis 2003. Danach war sie als Ministerin für Familien von 2003 bis 2006 als Nachfolgerin von Amanda Vanstone tätig. Nach dem Ende ihrer beruflichen Karriere als Politikerin wurde sie Vorsitzende der Brockhoff Foundation. 